# تاتسونو، هیوگو
تاتسونو در استان هیوگو در کشور ژاپن واقع شده‌است  که دارای جمعیت ۸۰٬۹۸۸ نفر و مساحت ۲۱۰٫۹۳ کیلومتر مربع با تراکم جمعیت ۳۸۴  نفر در کیلومترمربع است و در تاریخ ۱ اکتبر ۲۰۰۵ به عنوان شهر شناخته شد.